# Żleb nad Kamieniołomem

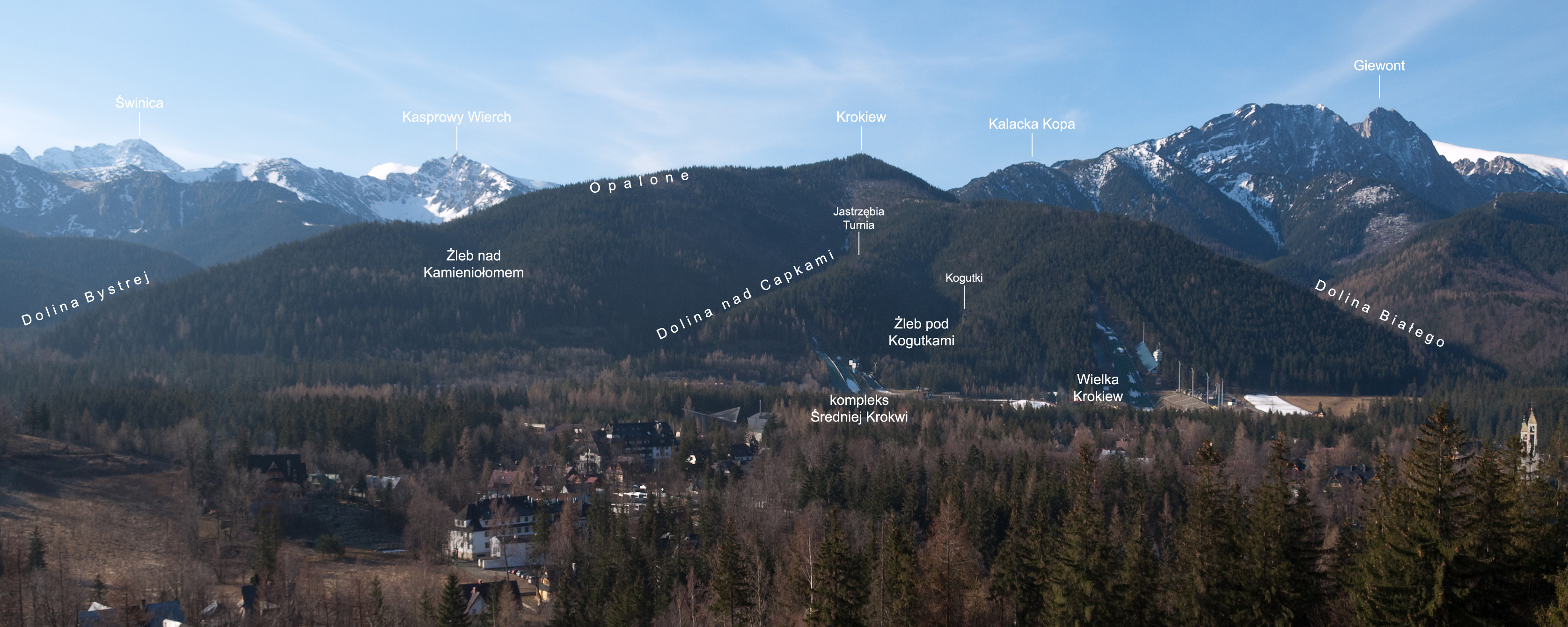
Widok z Antałówki na masyw Krokwi wraz z Żlebem nad Kamieniołomem

Żleb nad Kamieniołomem – niewielka dolina reglowa w Tatrach Zachodnich, wcięta w północne zbocza Krokwi (1378 m n.p.m.). Otoczona jest przez grzbiety opadające na północ i północny wschód z Opalonego – północno-wschodniego ramienia Krokwi. Wylot znajduje się nad zakopiańską dzielnicą Bogówka, około 200 m na wschód od ujścia Doliny nad Capkami, na wysokości 970 m. Dolinka ma długość 720 metrów, wznosi się w kierunku południowym i jest w całości zalesiona. Od strony wschodniej sąsiaduje z Doliną Bystrej.
Żleb nad Kamieniołomem cechuje się dużym nachyleniem i stromymi, ale gładkimi zboczami. Zbudowany jest w górnej części z wapieni dolomitycznych, a w dolnej z eoceńskich wapieni numulitowych. W dolince nie ma żadnego cieku wodnego.
Nazwa pochodzi od założonego pod żlebem kamieniołomu, czynnego w latach 1908–1934. Wydobywany tu kamień użyto do budowy m.in. Muzeum Tatrzańskiego i poczty w Zakopanem. Kamieniołom należał początkowo do hrabiego Władysława Zamoyskiego, a następnie do utworzonych przez niego Zakładów Kórnickich. W 1934 roku dzierżawiące go prywatne przedsiębiorstwo zakończyło eksploatację z powodu jej nieopłacalności, a terenu, wbrew umowie, nie zrekultywowało. Kamieniołom funkcjonował jeszcze ponownie w czasie niemieckiej okupacji. Po powstaniu Tatrzańskiego Parku Narodowego zdewastowany teren zalesiono.
Żleb nad Kamieniołomem nie jest udostępniony szlakami i nigdy nie miał znaczenia turystycznego. Nawiązując do jego cech, Władysław Cywiński nazywa go w swoim przewodniku żartobliwie „Tylko dla Drwali”.